# سيمون لونش
سيمون لونش (بالإنجليزية: Simon Lynch)‏ (19 مايو 1982 بمونتريال في كندا - ) هو لاعب كرة قدم بريطاني في مركز الهجوم. شارك مع منتخب اسكتلندا تحت 21 سنة لكرة القدم. أما مع النوادي، فقد لعب مع بريستون نورث إيند وستوكبورت كونتي ونادي بريزبان رور ونادي بلاكبول ونادي سلتيك ونادي دمبرتون ونادي ستنهاوسموير ونادي ستيرلينغشير الشرقية ونادي دندي وأردريونيانز.

## وصلات خارجية
- سيمون لونش على موقع قاعدة بيانات كرة القدم.إي يو (الإنجليزية)
- سيمون لونش على موقع Soccerbase.com (لاعب) (الإنجليزية)